# Protorhoe unicata
Protorhoe unicata is een vlinder uit de familie spanners (Geometridae). De wetenschappelijke naam is voor het eerst geldig gepubliceerd in 1858 door Guénée.
De soort komt voor in Europa.